# Trousse de secours
Pour les articles homonymes, voir FAK.
 (septembre 2014).
 (juin 2014).

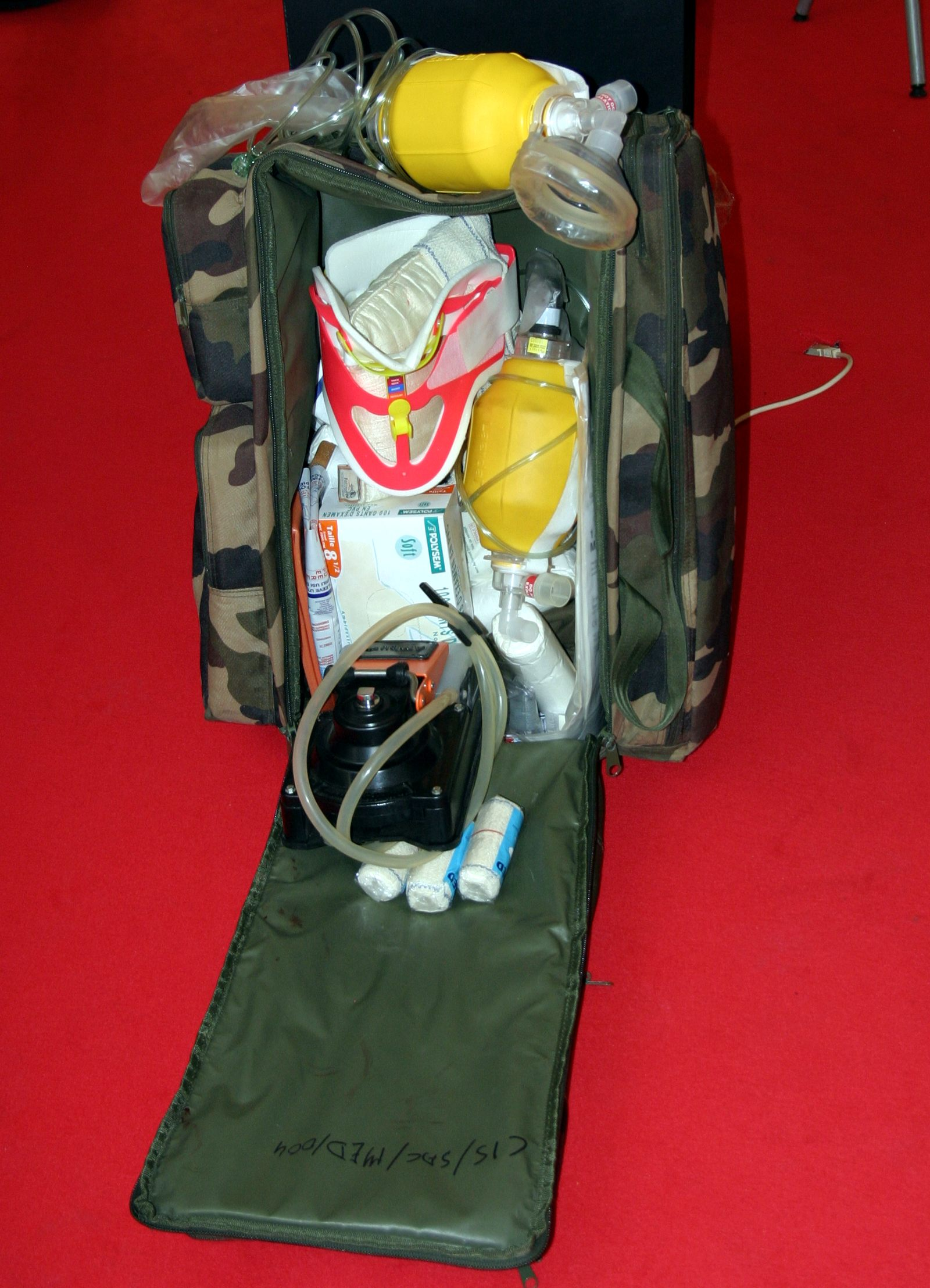
Sac de premiers soins dans l'armée française.

Une trousse de secours ou trousse de premiers soins est un contenant où l'on retrouve des dispositifs médicaux permettant d'effectuer les premiers soins en cas de blessures, douleurs ou autres traumatismes.
Une trousse de secours existe avec des formes et des tailles variables. Elle contient un nombre de dispositifs médicaux divers en fonction de son utilisation, de la zone géographique de la personne secourue (mer, montagne, service de soins hospitaliers, etc.), mais également de l'habilitation du porteur à prodiguer les premiers soins (pompier, secouriste, infirmier, militaire, civil, etc.).

## Contenu
Une trousse de secours peut se réduire à une paire de gants de latex ou nitrile stockés dans un sac plastique ou être un sac à dos rempli. Il existe différentes trousses de secours en fonction de leur utilisation (en milieux urbains, montagnards, pour la randonnée, en voyage en pays chauds, pour un diabétique, etc.). Ainsi, elles ne seront pas composées des mêmes instruments.
Il y a des notions de base communes :
- protection (de soi et de la victime) ;
- outils essentiels ;
- médicaments ;
- traitement des blessures.

Dans le cadre professionnel (pour l'usage des sauveteurs secouristes du travail), le contenu de la trousse est de la responsabilité du médecin du travail et dépend des risques spécifiques encourus (coupures, brûlures, expositions à des substances chimiques, etc.). De même, pour certaines activités, des textes peuvent fixer le matériel recommandé (par exemple, une note d'information du ministère de la Jeunesse et des Sports pour une fédération sportive).

### Matériels de base: protection, urgences vitales et premiers soins
| Protection           | Protection |
| -------------------- | --- |
| Gants fins           | Protection pour les hémorragies, les vomissements… En latex, ou en cas d'allergie, en PVC ou en nitrile. Pour les protéger et les maintenir stériles, ils sont conservés dans leur emballage d'origine ou dans un sac en plastique de type sac de congélation étanche. Les gants se périment : ils doivent être conservés à l'abri de la chaleur, contrôlés régulièrement (par exemple, tous les ans) et gardés absolument stériles. Dans le cas ou la stérilité n'est plus respectée, les gants ne sont plus utilisables, sous peine d'avoir un effet contraire à celui escompté. |
| Couverture de survie | La couverture de survie est généralement composée d'un film plastique métallisé avec une face argentée et une face dorée. Le but principal est de lutter contre une hypothermie ou à l'inverse une hyperthermie (due aux conditions météorologiques et/ou à un traumatisme). Pour qu'elle soit efficace, il faut envelopper la personne dedans : - soit du côté argenté à l'intérieur (isole de l'humidité, du froid et de la pluie) ; - soit du côté argenté à l'extérieur (protège du soleil par réflexion). Si l'on ne peut pas déplacer la personne, par exemple en cas de fracture, on dépose la couverture sur elle, face argentée contre le corps, en laissant la partie lésée apparente (pour pouvoir la surveiller). |
| Sacs plastiques      | Type sacs de congélation ou sacs poubelles. Ils peuvent servir de protection de secours en cas d'hémorragie, d'hyperventilation mais également de poubelle de déchets médicaux (compresses sales ou fluides corporels à destination du médecin). |

| Urgences vitales                                           | Urgences vitales |
| ---------------------------------------------------------- | --- |
| Coussin hémostatique (arrêt hémorragie)                    | Un tampon de tissu et un lien large pour le maintenir en place. Il existe des tampons commercialisés : pansement compressif ou coussin hémostatique d'urgence (CHU). |
| Adrénaline auto-injectable (en cas de choc anaphylactique) | Attention, l'injection sans consentement peut, selon les jurisprudences, avoir des conséquences juridiques importantes en cas de complications et de plaintes. |
| Salbutamol (en cas de crise d'asthme)                      | Le sujet asthmatique qui présente une crise d'asthme, éventuellement aigüe, doit prendre rapidement le traitement qui lui a été prescrit (généralement du salbutamol sous forme nébulisée). S'il ne le possède pas, et avec son accord, il est souhaitable de lui fournir un nébuliseur. |

| Premiers soins | Premiers soins |
| --- | --- |
| Compresses stériles | Nettoyer les plaies, pansement(s). Pour les trousses mobiles, les compresses pré-imprégnées sont favorisées. |
| Sparadrap, bandes élastiques | Pansement(s) (pour fixer une compresse). Il existe des bandes auto-adhésives adaptées pour une trousse de premiers soins. |
| Antiseptique | Pour le nettoyage des plaies simples. Il en existe de plusieurs sortes. Les compresses pré-imprégnées ou les unidoses sont adaptées à une trousse de premiers soins. Les unidoses évitent au produit de se périmer après l'ouverture. Les antiseptiques ont une date de péremption et doivent être contrôlés. Le produit ne doit pas être coloré pour ne pas masquer un début d'infection. |
| Pansements prédécoupés | Destinés à la protection de coupures bénignes (comme une légère griffure) à appliquer après avoir désinfecté la plaie. |
| Anti-inflammatoire | Pour les entorses et les douleurs. Les non-stéroïdiens (type ibuprofène) seront à privilégier car l'aspirine est déconseillée pour son risque hémorragique. (Voir la partie Médicaments ci-après). |
| Filet tubulaire à maille élastique                                                                                              | Pour maintenir une compresse sur un membre car le sparadrap ne tient pas si la peau est mouillée. |
| Réserve d'eau (bouteille, vache, jerrycan) pour arroser les brûlures. Eau potable et gobelet pour aider la prise de médicaments | ----- |
| Petit matériel | Pince à épiler, ciseaux, tire-tique, aspivenin. Les pompes d'aspiration à venin sont globalement reconnues comme inefficaces, voire dangereuses : d'une part, le gonflement de la peau brise des capillaires sanguins ce qui aide à la diffusion du venin, d'autre part, la personne piquée/mordue pense être soignée alors que seule une partie du venin est aspirée. Une succion commencée trois minutes après la morsure permet de retirer une quantité médicalement insignifiante de venin — moins d'un millième de la quantité injectée — comme il a été montré dans des études sur l'homme. Dans une étude effectuée sur des porcs, la succion n'était pas seulement inefficace, mais causait aussi la nécrose de la zone aspirée. Une lampe de poche, dont il faut changer les piles régulièrement et avoir une ampoule de rechange. Du papier et un crayon qui permettent, par exemple, de noter l'heure de pose d'un garrot ou encore les informations données par la victime ou son entourage en attendant l'arrivée des secours. Les avantages d'un crayon de papier sont qu'il ne tombe pas en panne d'encre, écrit sous la pluie, et se taille facilement avec tout objet coupant. |

| En déplacement (voiture, randonnée…) | En déplacement (voiture, randonnée…) |
| ------------------------------------ | --- |
| Solution hydroalcoolique             | Pour la désinfection des mains qui ne sont pas souillées en apparence (se laver les mains au savon si possible, puis se frictionner les mains avec une solution hydroalcoolique).               |
| Mouchoirs ou essuie-tout             | Pour tout essuyer hormis les plaies ou les muqueuses (les essuie-tout, mouchoirs, lingettes, etc. ne sont pas stériles et donc pas préparés à entrer en contact avec le sang).                  |
| Compresse de froid                   | Pour calmer la douleur et faire dégonfler les œdèmes traumatiques ; cela coûte assez cher, on peut en improviser avec une compresse imprégnée d'eau et d'alcool, ou simplement de l'eau froide. |
| Protection contre l'environnement    | Selon les risques : soleil (lunettes, chapeau, crème solaire, soin contre les coups de soleil), froid, pluie, insectes (produit répulsif), etc.                                                 |

| En voiture                      | En voiture |
| ------------------------------- | --- |
| Gants de travail                | Type gants de manutention ou gants de jardinage, la paume et l'intérieur des doigts protégés par du cuir (risque de coupure par des éclats de verre ou par la tôle).                                                                                          |
| Un triangle de présignalisation | En France, il est obligatoire avec l'utilisation des feux de détresse (warning) lors de tout arrêt contraint. En Espagne, il faut même en avoir deux. |
| Un gilet haute visibilité       | Jaune ou orange fluo avec des bandes rétro-réfléchissantes. Obligatoire en Espagne, en France et en Belgique. On peut aussi à défaut utiliser du matériel pour cycliste (baudrier, brassard) avec des vêtements de couleurs vives le jour et claires la nuit. |
| Un extincteur                   | Pas si onéreux qu'on le pense (on en trouve à moins de 30 €) et pouvant s'avérer extrêmement utile le cas échéant. |
| Couteau à lame rétractable      | Type cutter, pour couper la ceinture en cas de nécessité de dégagement d'urgence ; il existe aussi des coupe-ceintures où la lame est protégée, ce qui limite le risque de blessure.                                                                          |

Il faut régulièrement contrôler (par exemple, une fois par an et avant d'entreprendre un voyage) les produits qui peuvent geler l'hiver et chauffer l'été.
| Si l'on sait s'en servir…              | Si l'on sait s'en servir…                                                                                                 |
| -------------------------------------- | --- |
| Deux triangles de tissus               | Triangle rectangle isocèle d'environ 1,20 m de côté, pour les écharpes et les emballages improvisés.                      |
| Bandes de crêpe                        | Pour les bandages. |
| Bande de contention élastique adhésive | Pour les entorses en randonnée (type Elastoplaste/Tensoplast en 2008 (BSN medical), Coheban (3M), Strappal (BSN medical). |
| Rasoir jetable                         | Les poils peuvent gêner la pose de sparadrap ou de la contention.                                                         |
| Un embout buccal Sabathié              | Pour le bouche-à-bouche.                                                                                                  |

Pour le bouche-à-bouche, il existe aussi des masques de protection de poche. Mais, il faut dans tous les cas savoir utiliser ce matériel, sinon la ventilation artificielle est inefficace. Si l'on peut légitimement avoir une réticence à poser sa bouche sur la bouche d'une personne inconnue, il faut savoir qu'aucun cas de transmission de maladie n'a jamais été recensé. On peut le cas échéant interposer un mouchoir, ou bien pratiquer le bouche-à-nez, l'important est que les insufflations soient efficaces (bonne bascule de la tête, bonne étanchéité, la poitrine doit commencer à se soulever en soufflant sans effort excessif).

### Médicaments
La prescription des médicaments est du ressort exclusif d'un médecin. Les médicaments en vente libre seront achetés sur les conseils du pharmacien. De plus, les médicaments ont une date de péremption qu'il faut impérativement respecter. Pour ces trois raisons, les médicaments ne font pas partie, à proprement parler, d'une trousse de secours, mais plutôt d'une trousse à pharmacie séparée.

## Sports à risque
Certains sports comportent des risques spécifiques et se pratiquent souvent loin des centres de secours et centres hospitaliers.
C'est ainsi que le navigateur Bertrand de Broc du Vendée Globe dut se recoudre lui-même la langue, aidé à distance du médecin Jean-Yves Chauve.
Dans ce cas, il convient de suivre une formation spécifique, qui peut être dispensée par la fédération sportive ou l'organisateur de l'épreuve, et de se documenter.

### Navigation de plaisance
Les bateaux de plaisance et de formation de moins de 24 m immatriculés en France et naviguant à plus de six milles d'un abri doivent, depuis 2008, embarquer une trousse de secours décrite par l'article 240-3.17.
La trousse de secours comprend au minimum les éléments suivants :
- un paquet de cinq compresses de gaze stériles, taille moyenne ;
- chlorhexidine en solution aqueuse unidose 0,05 % ;
- un coussin hémostatique ;
- un rouleau de 4 m de bande de crêpe (largeur 10 cm) ;
- un rouleau de 4 m de bande autoadhésive (largeur 10 cm) ;
- une boîte de pansements adhésifs en trois tailles ;
- quatre paires de gants d'examen non stériles, en tailles M et L.

La dotation minimum imposée doit être complétée par le chef de bord en fonction des conditions de navigation.

## Histoire des trousses
Les premières trousses de secours distribuées à l'ensemble du personnel d'une armée le furent pendant la Première Guerre mondiale.

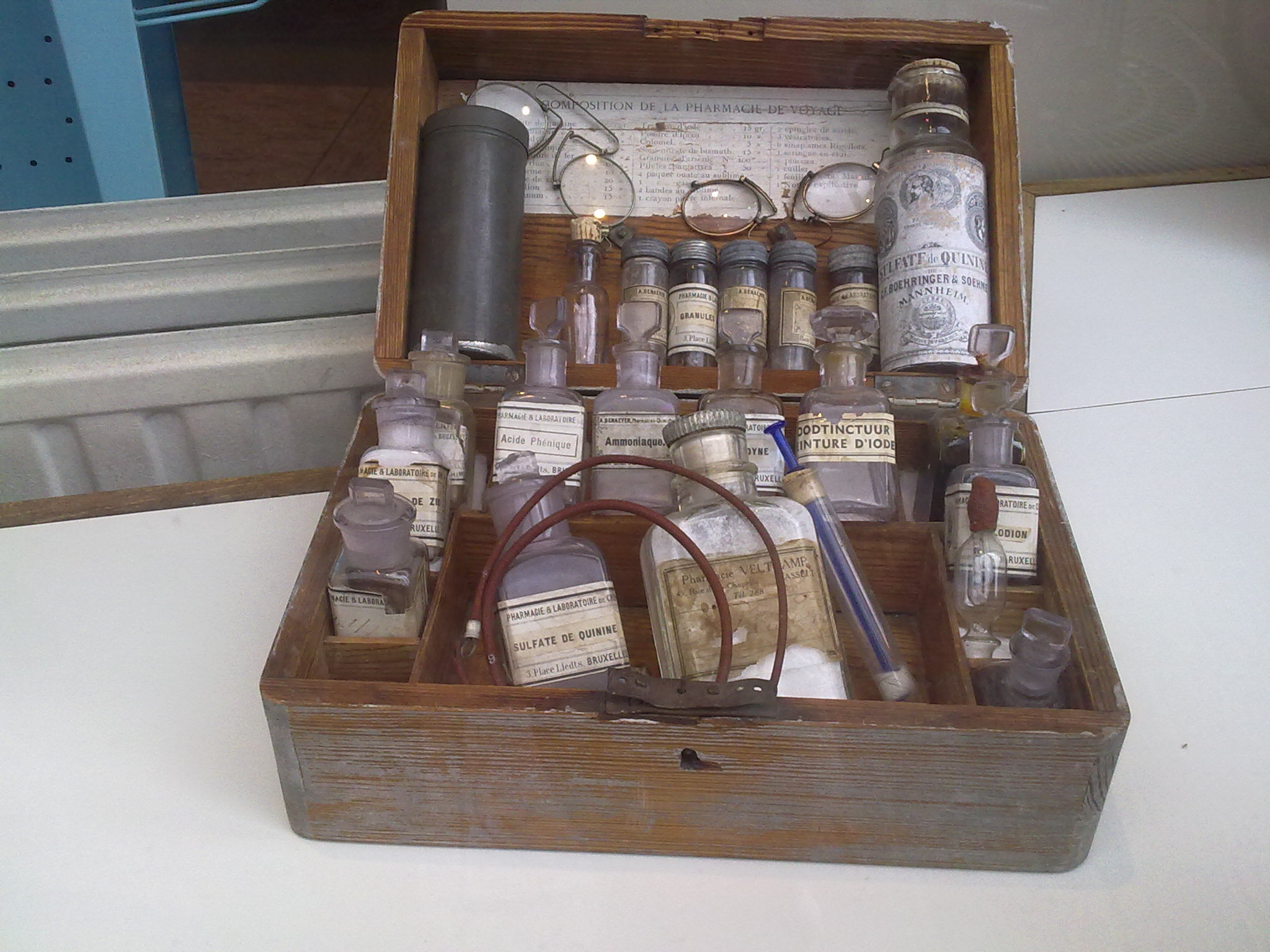
Pharmacie de voyage (début XXe siècle).